# Эскадренные миноносцы типа «Мендоса»
Эска́дренные миноно́сцы ти́па «Мендо́са» — тип эскадренных миноносцев, состоявших на вооружении военно-морских сил Аргентины в конце 1920-х—начале 1960-х годов. Разработаны на основе лидеров эскадренных миноносцев типа «Шекспир». Всего было построено 3 корабля для ВМС Аргентины.

## История строительства и службы
В 20-х годах XX века Аргентина нацелилась на возвращение военно-морского превосходства в регионе. Линкоры «Ривадавия» и «Морено» были направлены на модернизацию в США в 1924 и 1926 годах соответственно, а в 1926 была принята очередная программа строительства флота. В 1926 году ВМС Аргентины заказали 3 эсминца британского типа «Шекспир» времён Первой мировой войны с незначительными изменениями в конструкции. Они получили названия в честь аргентинских провинций Мендоса (исп. Mendoza), Ла-Риоха (исп. La Rioja) и Тукуман (исп. Tucumán). Корабли были построены на верфи J. Samuel White & Co в Каусе на острове Уайт с учётом требований аргентинцев в 1927—1929 годах.
С началом Второй мировой войны эсминцы входили в состав эскадры, обеспечивавшей нейтралитет Аргентины.
После войны корабли прошли модернизацию, заключавшуюся в установке 40-миллиметровых зенитных автоматов Бофорс и обновления радиолокационного оборудования. Списаны в 1960-х годах.

## Список эсминцев типа
| Название   | Номер вымпела | Верфь-строитель            | Дата закладки | Дата спуска на воду | Дата вступления в состав флота | Дата вывода из состава флота/гибели |
| ---------- | ------------- | -------------------------- | ------------- | ------------------- | ------------------------------ | ----------------------------------- |
| «Ла Риоха» | E-4/T-4/D-4   | J. Samuel White & Co, Каус | ?             | 26 января 1929      | 23 июля 1929                   | 3 апреля 1962                       |
| «Мендоса»  | E-3/T-3/D-3   | J. Samuel White & Co, Каус | ?             | 13 июля 1928        | 24 января 1929                 | 3 апреля 1962                       |
| «Тукуман»  | E-5/T-3/D-3   | J. Samuel White & Co, Каус | ?             | 10 октября 1928     | 3 мая 1929                     | 3 апреля 1962                       |